# John Le Breton
Pour les articles homonymes, voir Le Breton.
John Le Breton, né vers 1779 dans l'île Anglo-Normande de Jersey et mort le 24 février 1848 à Toronto, est un officier, propriétaire terrien et juge de paix canadien.

## Biographie
John Le Breton est arrivé très jeune sur l'île de Terre-Neuve avec son père le capitaine de navire John Le Breton père et sa mère, tous originaire de Jersey. John parlait couramment trois langues, le jersiais, dialecte normand à base de vocabulaire français, le français standard et l'anglais.
En 1795, il entra comme enseigne de vaisseau à la marine britannique. Il devint lieutenant en 1798.
En 1808, parlant couramment le français en raison de ses origines anglo-normande, il est affecté à Québec, il demanda d’être muté à bord d’un vaisseau armé, sur le fleuve Saint-Laurent, ou dans un bataillon de milice du Haut-Canada, en qualité d’adjudant. En 1809, il fut nommé sous-adjoint au quartier-maître général à Québec, affectation d’état-major qu’il détint jusqu’en mars 1812.  
Lors de la Guerre de 1812, il s'engagea à plusieurs reprises dans le conflit contre les Américains. Devenu un héros militaire, il fut envoyé en octobre 1813, à Détroit, à l’occasion d’une trêve, demander aux Américains de traiter avec humanité les prisonniers canadiens capturés et de leur rendre leurs biens. Il devait en même temps espionner la force militaire des Américains à Détroit et sur le lac Érié.
En 1819, il demanda et obtint une concession à Nepean, à l'ouest de la ville d'Ottawa le long de la rivière des Outaouais qu'il aménagea avec la construction de fermes et de moulins et qu'il nomma Britannia. Ce domaine prit, après sa mort, son nom sous la forme de Plaines Lebreton ou LeBreton. Il se maria à Québec où il se rendait régulièrement. Il s'occupa de son domaine en construisant des bâtiments de ferme et des moulins. En 1847, il devint veuf. Il quitta son domaine pour Toronto où il mourut un an plus tard.